# 稲垣寿恵子
稲垣 寿恵子（いながき すえこ、1860年6月23日〈万延元年5月5日〉 - 1931年〈昭和6年〉7月28日）は、日本の教育家、社会事業家、伝道師。失業者の救済のための団体である横浜婦人慈善会の会長を務めた他、貧困者のための根岸慈善病院の設立、横浜訓盲院の援助、娼妓の救済など、多くの社会事業に力を尽くした。社会事業家・海野幸徳の母。下の名は「スエ」「スエ子」「すえ子」「末子」などの表記もある。別名は露香。

## 生涯

### 誕生〜入信
尾張国（現・愛知県名古屋市）で誕生した。郷里で漢学を学び、十代にして優れた漢学の知識を備えていた。1876年（明治9年）、女範学校（現・愛知県立女子師範学校）に、教員として勤めた。2年後に上京し、1879年（明治12年）には、東京九段の海野数学塾で教壇に立った。
1884年（明治17年）、横浜山手の聖経女学校の教員となった。同校はメソジスト監督教会婦人外国伝道会社により、女性の伝道者の養成を目的として創立された学校であり、初代校長のカロライン・ヴァン・ペテンに招かれてのことであった。自身は「ヤソ嫌い」（キリスト教嫌い）といわれていたものの、ヴァン・ペテンの敬虔な信仰生活から強い感化を受けたことで、この学校に勤めて間もない頃に入信して、キリスト教徒となった。同校の教員として伝道も行い、埼玉の熊谷や本庄、東北の仙台、山形、天童にまで足を伸ばした。

### 社会事業
折しも日本の欧米文化の窓口と言える横浜では、全国的にみて早期からキリスト教のもとでの慈善活動が行われており、明治期にはキリスト教徒により貧困者や子供たちの救済のための学校建設などの活動が行われていた。1889年（明治22年）、稲垣や社会事業家の二宮わかを中心として、失業者たちの救済を目的とした横浜婦人慈善会が発足された。稲垣は会長を務め、副会長の平田かく（メソジスト派の牧師・平田平三の妻）らとともに、災害被害者や困窮者への救援の他、貧困者のための病院である横浜婦人慈善病院を開院した。
横浜婦人慈善会は、日本メソジスト横浜教会における困窮者児童救済活動の中心となり、その救済活動は関東大震災の前後まで続けられた。患者の多さから赤字続きであったが、慈善会の会員や慈善家による寄付、バザーや音楽会を通じての政財界人の妻たちの支援が得られた。稲垣は横浜婦人慈善病院を住居とし、午前中は聖経女学校の教壇に立ち、午後は伝道のために外出し、帰宅してから病院の患者たちを見舞った。足尾鉱毒事件の患者の受け入れにも力を注いだ。
1900年に横浜婦人慈善会が社団法人となったことを機に、その会長職から退いた。横浜婦人慈善病院も神奈川県済生会に移譲して終わったため、病院の整理、譲渡のための手続きなど、様々な業務の中心となった。
関東大震災が勃発すると、医療不足と女子失業者の救済を目的に、毛糸編み物授産を目的とした女子復興会を組織した。この事業は後年、横浜婦人矯風会授産部へ引き継がれた。震災後には救援物資配給活動から横浜連合婦人会が組織されたことで、その実行委員を務めた。これらの他に、教会婦人会の指導、横浜訓盲院の理事、娼妓の救済など、各種の社会事業に力を尽くした。

### 引退・死去〜没後
1926年に引退した後、1931年7月、中村町の娘の家で、満71歳で死去した。同1931年11月、横浜蓬莱町教会（現・横浜上原教会）で追悼会が執り行われた。
翌年に同教会で発行されたパンフレットには、「横浜の慈善会病院の創立者、愛の使徒 稲垣末子女史」として称えられている。少女期に身につけた優れた漢文の素養からか、伝道での講話は「心に残る話だった」と懐かしむ声も多く聞かれる。